# Alphabet (Informatik)
In der Informatik und der mathematischen Logik ist ein Alphabet eine endliche Menge voneinander unterscheidbarer Symbole, die auch Zeichen oder Buchstaben genannt werden.
Alphabete werden oft mit dem Formelzeichen {\displaystyle \Sigma } (Sigma) bezeichnet, seltener wird als Formelzeichen {\displaystyle V} als Abkürzung für Vokabular (englisch vocabulary) benutzt. Sie stellen das Zeicheninventar für Wörter zur Verfügung und bilden damit die Grundlage für formale Sprachen. Man muss unterscheiden zwischen dem Alphabet aus Einzelzeichen und den Wörtern unterschiedlicher Länge, die über diesem Alphabet gebildet werden.

## Definition
Ein Alphabet ist eine endliche Menge.
Oft wird auch verlangt, dass die Menge nicht leer ist. Die Elemente eines Alphabets werden als Buchstaben, Symbole oder Zeichen bezeichnet.
Dieser Definition zufolge ist das Alphabet ein Zeichenvorrat, gleichbedeutend mit einem Zeichensatz. Mit dem Wort Zeichensatz ist aber oft auch eine Zeichenkodierung gemeint. Alphabete sind hingegen unabhängig von einer Kodierung.
Nach DIN 44300 ist ein Alphabet dagegen eine total geordnete endliche Menge von unterscheidbaren Symbolen. Es handelt sich demnach genauer gesagt um einen Zeichenvorrat zusammen mit einer Totalordnung {\displaystyle (\Sigma ,\leq )}, siehe auch Lexikographische Ordnung.
Ein Wort ist eine endliche Folge von Symbolen eines Alphabets. Die Kleenesche Hülle {\displaystyle \Sigma ^{*}} des Alphabets bezeichnet die Menge aller Wörter über dem Alphabet {\displaystyle \Sigma }, die durch Symbole aus {\displaystyle \Sigma } gebildet werden können. (Mit {\displaystyle \Sigma ^{\omega }} werden die abzählbar unendlichen Folgen von Zeichen aus dem Alphabet {\displaystyle \Sigma } bezeichnet, siehe: {\displaystyle \omega } = {\displaystyle \aleph _{0}}. {\displaystyle \Sigma ^{\infty }} bezeichnet die gesamte Menge {\displaystyle \Sigma ^{\ast }\cup \Sigma ^{\omega }} der endlichen Sequenzen und unendlichen Folgen von Zeichen.)
Die zu jedem Wort {\displaystyle w} aus {\displaystyle \Sigma ^{*}} eindeutig bestimmte Zahl {\displaystyle n} mit {\displaystyle w\in \Sigma ^{n}} heißt Länge des Wortes {\displaystyle w}. Operationen auf Wörtern sind die Konkatenation (Verkettung), Potenz (mehrfach hintereinander Setzen), Spiegelung.

## Abgrenzung zur natürlichen Sprache
In der Informatik ist das Alphabet eine Verallgemeinerung der üblichen Alphabete natürlicher Sprachen. Beispielsweise ist das Alphabet der lateinischen Buchstaben auch ein Alphabet im Sinne der Informatik. In der Theoretischen Informatik kommen jedoch häufig auch Alphabete vor, deren Elemente Symbole sind, die man mit mehreren Buchstaben darstellt. Zum Beispiel ist {\displaystyle \Sigma =\{{\mathit {do}},{\mathit {re}},{\mathit {mi}}\}} ein Alphabet mit drei Elementen. Sie können in beliebiger Reihenfolge zusammenfügt werden, etwa zu {\displaystyle \color {black}{\mathit {do}}\color {red}{\mathit {mi}}\color {black}{\mathit {do}}\color {red}{\mathit {re}}}.
Hier ist dann die Arbitrarität der Symbole besonders wichtig: Welche Zeichen für die Elemente des Alphabets verwendet werden, ist belanglos, solange sie voneinander unterscheidbar sind. Die Zeichenkette  {\displaystyle \color {black}{\mathit {do}}\color {red}{\mathit {mi}}\color {black}{\mathit {do}}\color {red}{\mathit {re}}} kann also beispielsweise für eine Tonfolge stehen, aber genauso auch für eine Programmsteuerung mit drei unterschiedlichen Befehlen.
In dem Zusammenhang ist auch zu beachten, dass man in der Informatik jede beliebige Folge von Zeichen eines Alphabets als Wort bezeichnet. In vielen Computersprachen ist dafür die englische Bezeichnung string im Gebrauch. Auch über dem lateinischen Alphabet ist also in der Informatik die Zeichenfolge {\displaystyle cdfg} ein Wort.

## Beispiele
- Mit Hilfe des Alphabets {\displaystyle \Sigma =\lbrace 0,1,2,3,4,5,6,7,8,9\rbrace } können alle natürlichen Zahlen im Dezimalsystem gebildet werden. In der Zahlenlehre wird entsprechend der Unterscheidung von Zeichen eines Alphabets und Wörtern über diesem Alphabet zwischen Ziffern und Zahlendarstellungen unterschieden. Eine Zahl ist dann ein Abstraktum, nämlich die Bedeutung (Semantik, hier: Zahlenwert) einer syntaktisch korrekten Zahlendarstellung.
- Das römische Zahlensystem basiert in der Grundform auf dem Alphabet Σ = {I, V, X, L, C, D, M} (mit verschiedenen Erweiterungen für große Zahlen). Hier sind jedoch die Regeln, wie die Zeichenfolge beschaffen sein muss, um als Wort des römischen Zahlensystems zu gelten, komplex (IV anstatt IIII, größere Einheiten weiter links als kleinere, …). Sie können aber durch eine formale Grammatik dargestellt werden. Die Zeichenfolgen 13 und XIII sind verschiedene Darstellungen derselben (abstrakten) Zahl.
- Für den Morsecode lassen sich zwei unterschiedliche Alphabete angeben, die das Kommunikationssystem des Morsens auf unterschiedlichen Ebenen beschreiben: Zunächst gibt es das Alphabet {\displaystyle \Sigma _{D}=\{dit,dah\}} bzw. {\displaystyle \{.,-\}}, aus dem die Menge der Morsezeichen {\displaystyle L_{D}} auf Grundlage der einzelnen Buchstabenhäufigkeiten gebildet wird. Neben den Buchstaben und Zahlen ist unter anderem auch SOS ({\displaystyle ...---...}) direkt ein Morsezeichen, da es ohne Pause zwischen den dit und dah gemorst wird. Die Zeichen einer Nachricht werden - abgesehen von dieser Ausnahme - im Allgemeinen aber nicht einfach hintereinanderweg gemorst, sondern es wird zwischen den einzelnen Zeichen jeweils eine kurze Pause eingelegt. Dies ist nötig, da einige Zeichen ebenfalls den Anfang anderer Zeichen bilden; siehe Präfixcode. Das Morsealphabet selbst besteht also insgesamt aus den Zeichen und der Pause zwischen den Zeichen: {\displaystyle \Sigma _{M}=L_{D}\cup \{{\text{PAUSE}}\}}.

Diese Beispiele sollen verdeutlichen, dass sich der Aufbau eines komplexen Kommunikationssystems durch gegebenenfalls hierarchisch aufgebaute Paare von Alphabeten und zugeordneten Sprachen beschreiben lässt.

## Das Alphabet einer Prädikatenlogik erster Stufe
Der zentrale Bestandteil einer Logik ist deren zugrundeliegende Sprache. Das Alphabet dieser Sprache gibt dann die Menge der zulässigen Zeichen an, die benutzt werden dürfen, um die Terme und Ausdrücke dieser Logik aufzubauen.

### Definition eines Alphabet einer Prädikatenlogik erster Stufe
Das Alphabet einer Prädikatenlogik erster Stufe umfasst die folgenden Zeichen:
1. {\displaystyle v_{0},v_{1},v_{2},\ldots \ -}  Variablenbezeichner;
2. {\displaystyle \neg ,\wedge ,\vee ,\rightarrow ,\leftrightarrow \ -}  Junktoren: Negation (nicht), Konjunktion (und), Disjunktion (oder), Implikation (wenn - dann), Äquivalenz (genau dann wenn);
3. {\displaystyle \forall ,\exists \ -}  universaler und existenzieller Quantor;
4. {\displaystyle \equiv \ -}  Gleichheitszeichen;
5. {\displaystyle ),(,{\boldsymbol {,}}\ -}  technische Zeichen: Klammersymbole und Komma;
6. des Weiteren

a)  eine (eventuell leere) Menge von Konstantensymbolen;
b)  für jedes n {\displaystyle \geq } 0 eine (eventuell leere) Menge von n-stelligen Relationssymbolen;
c)  für jedes n {\displaystyle \geq } 0 eine (eventuell leere) Menge von n-stelligen Funktionssymbolen.
Sei A die Menge der in (1) bis (5) aufgelisteten Symbole und S die Symbole aus (6). Dann bezeichne AS die Vereinigung von A und S. Man nennt AS das Alphabet der Prädikatenlogik erster Stufe und S seine Symbolmenge. Um das Alphabet einer Prädikatenlogik erster Stufe anzugeben, ist es ausreichend seine Symbolmenge anzugeben.
Manchmal verzichtet man in einem Alphabet auf das Gleichheitszeichen. In diesem Fall muss die Symbolmenge zumindest ein Relationssymbol enthalten, da ansonsten keine Formeln gebildet werden können.

### Beispiel
Die wichtigste Prädikatenlogik erster Stufe, die Sprache der Mengenlehre, enthält nur ein einziges Zeichen in der Symbolmenge ihres Alphabets, nämlich das zweistellige Relationssymbol {\displaystyle \in } (siehe Menge (Mathematik)).